# SKN St. Pölten
SKN St. Pölten (celým názvem Sportklub Niederösterreich St. Pölten, sportovní klub Dolní Rakousy St. Pölten) je rakouský fotbalový klub sídlící ve městě St. Pölten v Dolních Rakousích. Byl založen roku 2000. Hřištěm klubu je NV Arena s kapacitou 8 000 diváků. V sezóně 2016/17 hraje rakouskou fotbalovou Bundesligu.
SKN St. Pölten se představil v Evropské lize UEFA 2014/15, kam se kvalifikoval jako finalista rakouského poháru (jeho vítěz FC Red Bull Salzburg se stal zároveň i bundesligovým šampionem a tudíž se místo Evropské ligy kvalifikoval do Ligy mistrů UEFA 2014/15, tím pádem se uvolnilo místo pro SKN St. Pölten v EL).
V sezóně 2015/16 vyhrál rakouskou druhou ligu a postoupil do rakouské fotbalové Bundesligy.

## Úspěchy

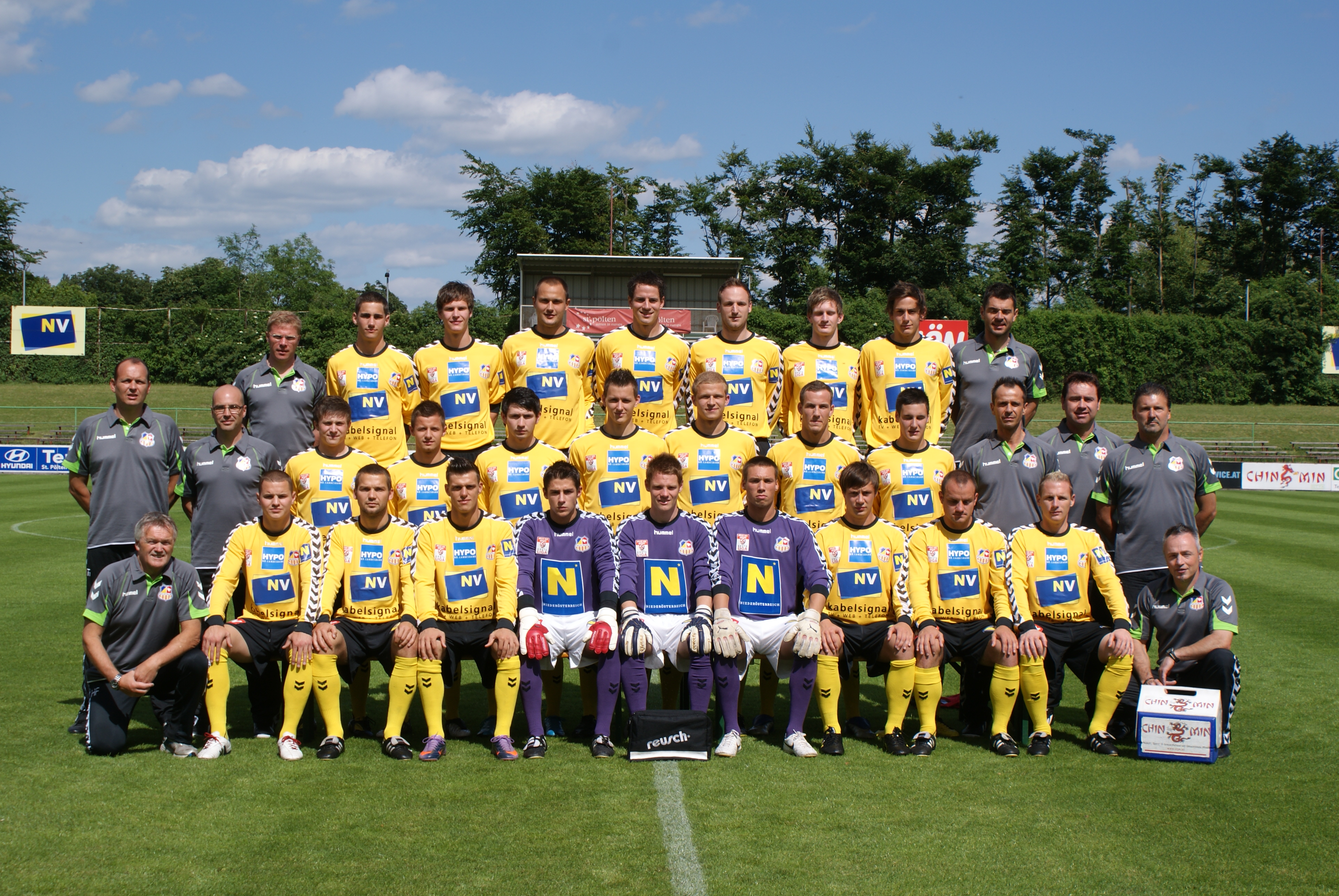
Fotbalisté SKN St. Pölten v roce 2010.

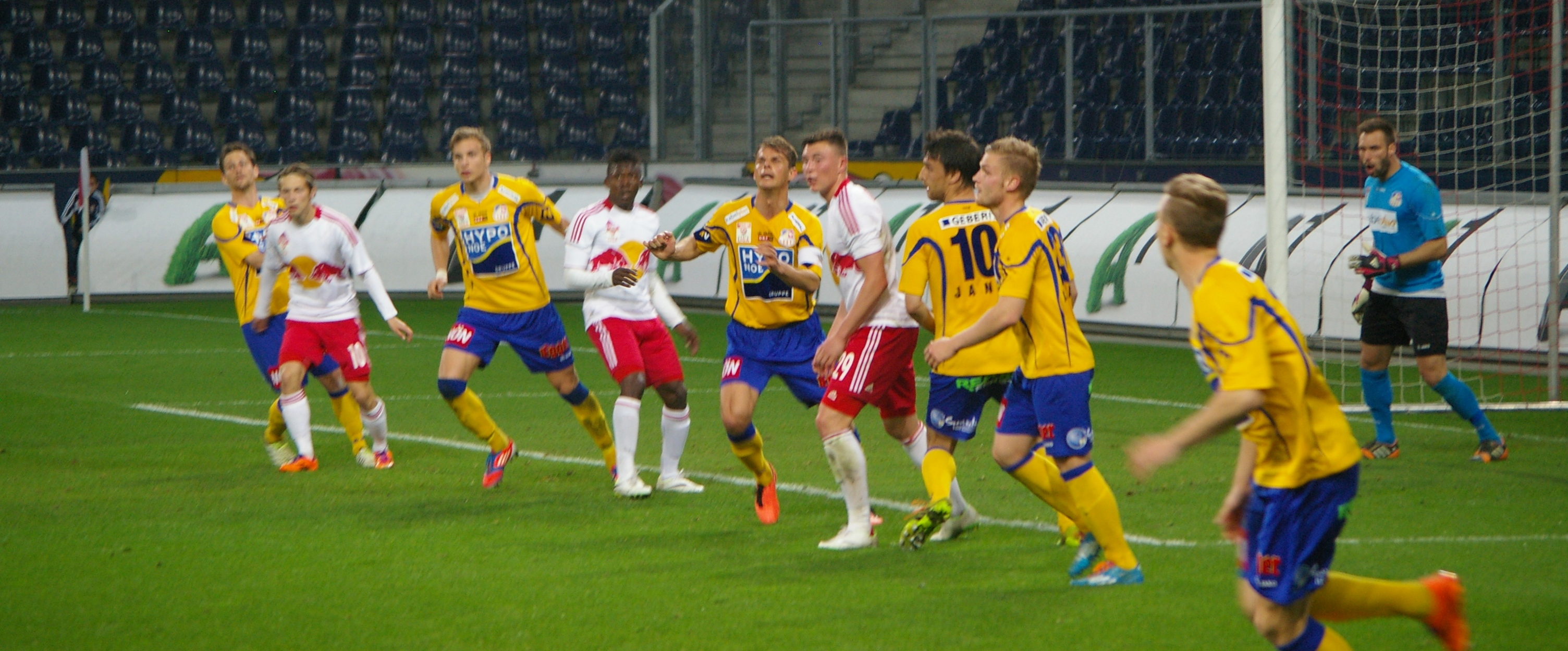
Utkání FC Liefering proti SKN St. Pölten v dubnu 2014.

- 1× finalista rakouského fotbalového poháru (2013/14)[3]

## Výsledky v evropských pohárech
| Ročník  | Soutěž             | Kolo        | Klub          | Doma | Venku | Celkem | Postup  |
| ------- | ------------------ | ----------- | ------------- | ---- | ----- | ------ | ------- |
| 2014/15 | Evropská liga UEFA | 2. předkolo | Botev Plovdiv | 2:0  | 1:2   | 3:2    | postup  |
| 2014/15 | Evropská liga UEFA | 3. předkolo | PSV Eindhoven | 2:3  | 0:1   | 2:4    | vyřazen |